# Macronema variipenne
Macronema variipenne är en nattsländeart som beskrevs av Oliver S. Flint Jr. och Bueno-soria 1979. Macronema variipenne ingår i släktet Macronema och familjen ryssjenattsländor. Inga underarter finns listade i Catalogue of Life.

## Bildgalleri

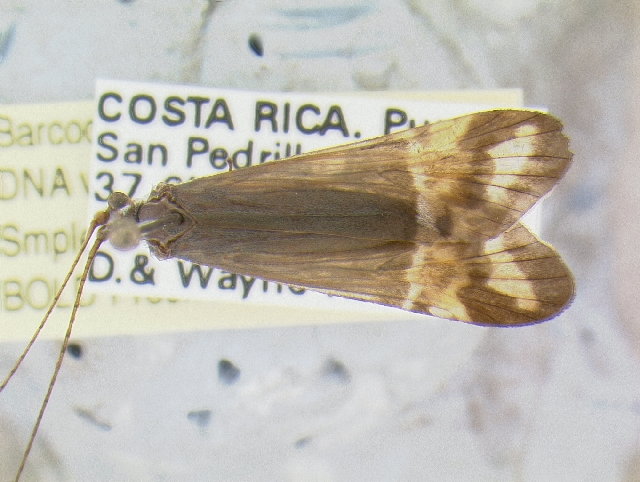